# Аблез-бакши
Аблез-бакши (род. в XV в.) — служащий московского Посольского приказа с 1489 г. Ведал переводами с татарского и других восточных языков. Составитель посольских книг. При нём записи в крымских и других посольских книгах, стали более подробными и полными. До него в книги включали только отправляемые русские послания, а при нём в книги стали включать и переводы получаемых посланий.

## Источник
И. В. Зайцев. Астраханское ханство. Москва. Издательская фирма «Восточная литература» РАН 2006